# Kevin-Inseln
Die Kevin-Inseln sind eine Gruppe kleiner Inseln und Rifffelsen vor der Nordküste der Trinity-Halbinsel im Grahamland auf der Antarktischen Halbinsel. Sie liegen auf halbem Weg zwischen dem Halpern Point und dem Coupvent Point.
Das Advisory Committee on Antarctic Names benannte sie 1964 nach Kevin M. Scott, Mitglied der geologischen Mannschaft der University of Wisconsin, die im Rahmen des United States Antarctic Research Program zwischen 1961 und 1962 Studien in der Gerlache-Straße durchgeführt hatte.